# Turku Energia
Turku Energia oy  est une société d'énergie établie en 1898 appartenant totalement à la ville de Turku en Finlande.

## Présentation
Ses activités comprennent la production, la distribution et la vente de chaleur et d'électricité et des services connexes. 
Les produits de l'entreprise sont l'électricité, la chaleur, la vapeur et le refroidissement urbain. 
Environ 36% de l'électricité vendue et 34% de la chaleur injectée sur le réseau ont été produites à partir de sources renouvelables. 

### Articles annexes
- Turun Seudun Energiantuotanto